# Nuevo Santander
Nuevo Santander fue una provincia de la Nueva España que abarcaba el actual estado de Tamaulipas, parte del Estado de Nuevo León y la parte sur de Texas comprendida entre el río Bravo y el río Nueces (río de las Nueces). 
Fue fundada por orden del virrey de la Nueva España, Juan Francisco de Güemes, el 3 de septiembre de 1746 y su nombre se debe a que el fundador y gobernador, José de Escandón, era originario de una población cercana a Santander, concretamente de Soto de la Marina, Valle de Camargo (actualmente municipio de Santa Cruz de Bezana), en Cantabria, España. Su colonización comenzó en 1748. Nuevo Santander, llamado en sus inicios Colonia de la Costa del Seno Mexicano, creció debido a las propuestas de los gobernadores de Nuevo León y de otros Estados para controlar los ataques indios que estaban refugiados en la costa y en la región montañosa adyacente. En aquellos tiempos los comerciantes provenientes de la Ciudad de México tenían que rodear esta región por temor a ser atacados por los indios del norte.

## Villas
Numerosas villas de la provincia fueron nombradas en honor a localidades de La Montaña o Cantabria, la región española de la que era oriundo José de Escandón. Algunos ejemplos son:
- Reynosa: en referencia a la ciudad española de Reinosa.
- Laredo: en referencia a la villa española de Laredo.
- Altamira: en honor del funcionario virreinal Juan Rodríguez de Albuerne, Marqués de Altamira.
- Soto la Marina: en honor a la localidad de Soto de la Marina.
- Santander (hoy Jiménez): en honor a la ciudad y puerto de Santander.
- Santillana (hoy Abasolo): en honor a la villa de Santillana del Mar.